# NGC 7380
NGC 7380 (také známá jako mlhovina Kouzelník,
anglicky Wizard Nebula) je mladá otevřená hvězdokupa v souhvězdí Cefea, kterou objevila Caroline Herschel 7. srpna 1787.

## Pozorování

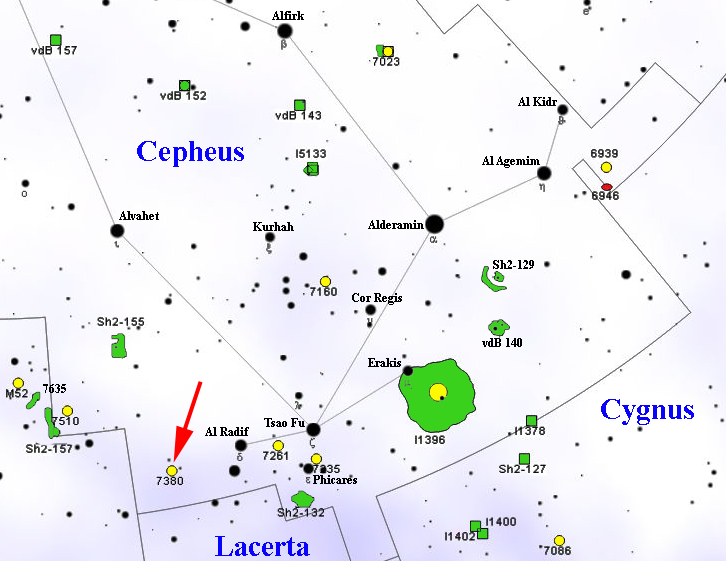
Poloha NGC 7380 v souhvězdí Cefea

Hvězdokupa leží v jižní části souhvězdí v bohatém hvězdném poli přibližně 2° východně od hvězdy δ Cephei. Na jejím západním okraji se vyjímá dvojhvězda, jejíž dvě složky mají hvězdnou velikost 7,6 a 8,6 a jsou od sebe úhlově vzdálené 31″.
Triedr 10×50 ji rozloží pouze částečně na několik hvězd, ale dalekohled o průměru 100 mm ukáže několik desítek hvězd až do 12. hvězdné velikosti. Dalekohled o průměru 150 mm  je možné pozorovat všechny její členy včetně proměnné hvězdy s názvem DH Cephei, která patří mezi její nejvíce zkoumané hvězdy.
Hvězdokupa má velkou severní deklinaci, což je velká výhoda pro pozorovatele na severní polokouli, kde je hvězdokupa cirkumpolární, a to až do nižších zeměpisných šířek. Naopak na jižní polokouli vychází pouze nízko nad obzor a jižně od tropického pásu není viditelná vůbec. Nejvhodnější období pro její pozorování na večerní obloze je od června do listopadu.

## Historie pozorování
Hvězdokupu objevila Caroline Herschel 7. srpna 1787 pomocí zrcadlového dalekohledu o průměru 4,2 palce a oznámila to svému bratru Williamovi. Jeho syn John ji později znovu pozoroval a zařadil ji do svého katalogu mlhovin a hvězdokup General Catalogue of Nebulae and Clusters pod číslem 4842.

## Vlastnosti
NGC 7380 je mladá otevřená hvězdokupa, jejíž stáří se odhaduje na 12 milionů let. Od Země je vzdálená asi 7 250 světelných let, takže leží v rameni Persea, ale poněkud blíže k Zemi než OB asociace nazvaná Cepheus OB1. Hvězdokupa má hmotnost asi 4 000 hmotností Slunce a obklopuje ji rozsáhlá oblast HII označovaná Sh2-142. Mezi členy hvězdokupy vyniká zákrytová dvojhvězda DH Cephei, která je hlavním zdrojem ionizace této mlhoviny. Tuto dvojhvězdu tvoří dvě hvězdy spektrální třídy O6 a obě patří mezi nejhmotnější členy hvězdokupy.
Hvězdokupa obsahuje mnoho hmotných hvězd shromážděných v oblasti o průměru asi 6 parseků. Hlavní část hvězdokupy má protáhlý tvar a k ní je připojen jakýsi hvězdný ohon, což může být pozůstatek původního mezihvězdného mračna, ze kterého hvězdokupa vznikla.